# 勒特菲婭·阿勒納迪
勒特菲婭·阿勒納迪（阿拉伯語：لطفية النادي，拉丁拼音：Latifa Elnadi，1907年10月29日—2002年），生于开罗，是埃及第一位女性飞行员，同时也是第一位非洲女性飞行员和第一位阿拉伯女性飞行员，于1932年拿到飞行执照。
1933年12月19日，阿勒納迪參加開羅至亞歷山大港的國際飛行比賽。她以每小時100英里的速度飛行，並且領先所有競爭對手將她的單引擎飛機飛越終點線。由於她錯過了飛越賽道中點設置的兩個帳篷中的一個，因而未能獲勝。不過她仍然獲得了200埃及鎊的安慰獎，以及法德國王的祝賀。
2014年，她出生107周年时，Google推出一個Google涂鸦以作为纪念。2017年，另一個Google塗鴉於國際婦女節推出以表揚她的事蹟。

## 其他參考資料
- 这13位女性并不特别，Google却要好好和大家说说她们的故事